# Бурлук (могильник)
Бурлук — могильник, находится у слияния рек Иманбурлык и Ишим в Северо-Казахстанской области Казахстана.
Исследован в 1967—1968 годах С. Я. Здановичем. Из 40 курганов могильника обследовано 15, которые относятся к нуринскому периоду андроновской культуры (2-я половина 2-го тысячелетия до н. э.). Погребённые лежат в согнутом положении на правом боку головой на запад. При раскопках найдены фрагменты глиняной посуды, бронзовых изделий и др.